# Flémalle
Flémalle ist eine Gemeinde in der belgischen Provinz Lüttich in Wallonien.

## Gemeindegliederung
Sie besteht aus den Ortschaften
| Awirs           | 2893 Einwohner |
| Flémalle-Grande | 1194 Einwohner |
| Flémalle-Haute  | 5441 Einwohner |
| Cahottes        | 6391 Einwohner |
| Ivoz-Ramet      | 5460 Einwohner |
| Mons-lez-Liège  | 3595 Einwohner |

Daten am 31. Dezember 2007; Quelle: Commune de Flémalle
Die Gemeinde liegt an der Maas, etwa 17 km südwestlich von Lüttich; 46 km sind es bis Maastricht, bis Namur 55 km, bis Aachen 60 km, bis Brüssel 98 km und bis Antwerpen 130 km.

## Städtepartnerschaften
Flémalle pflegt eine Städtepartnerschaft mit der italienischen Stadt Piombino in der Toskana.

## Sehenswürdigkeiten

### Bauwerke

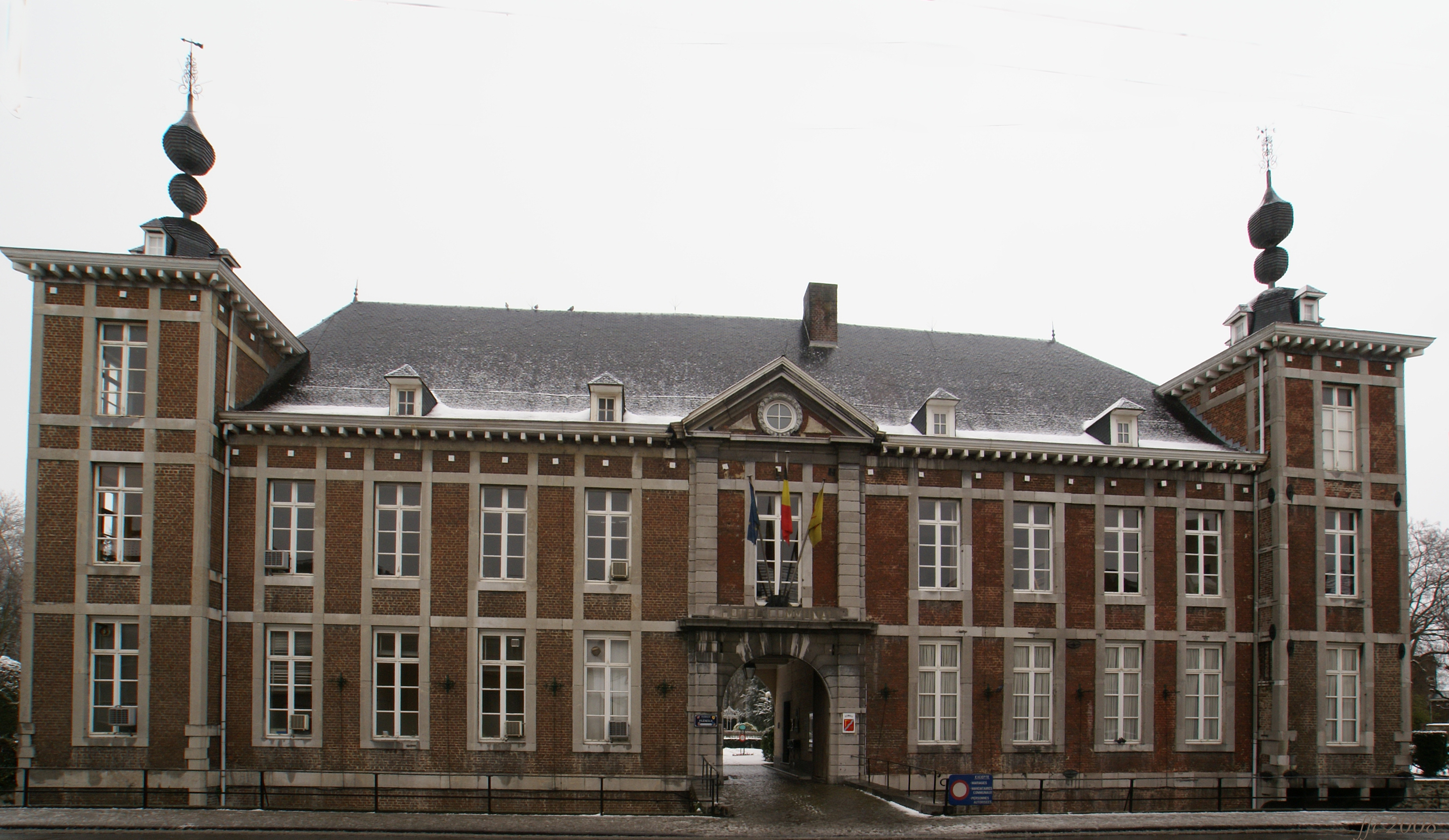
Schloss Petite Flémal’ – Rathaus der Stadt

- Schloss Aigremont; Renaissance-Schloss, das zu Beginn des 18. Jahrhunderts wiederaufgebaut wurde
- Fort von Flémalle; in der Zeit von 1888 bis 1891 hoch über der Maas gelegene Festung, die für die Öffentlichkeit an jedem ersten Samstag im Monat geöffnet ist
- Schloss Hautepenne; Schlossanlage in Privatbesitz, die auf eine Burg des 14. Jahrhunderts zurückgeht.
- Schloss Petite Flémal’; Das Schloss wurde im 17. und 18. Jahrhundert errichtet und dient heute als Rathaus der Gemeinde. Zu ihm gehört eine öffentlich zugängliche Parkanlage.
- Schloss Chokier;

## Söhne und Töchter
- André Cools (1927–1991), belgischer sozialistischer Politiker, bei Lüttich ermordet